# 모살
| |
| 형법 刑法 |
| 형법학 · 범죄 · 형벌 죄형법정주의 |
| 범죄론 |
| 구성요건 · 실행행위 · 부작위범 간접정범 · 미수범 · 기수범 · 중지범 불능범 · 상당인과관계 고의 · 고의범 · 착오 과실 · 과실범 공범 · 정범 · 공동정범 공모공동정범 · 교사범 · 방조범 |
| 항변 |
| 위법성조각사유 · 위법성 · 책임 · 책임주의 책임능력 · 심신상실 · 심신미약 · 정당행위 · 정당방위 · 긴급피난 · 오상방위 · 과잉방위 · 강요된 행위                                     |
| 죄수 |
| 상상적 경합 · 연속범 · 병합죄 |
| 형벌론 |
| 사형 · 징역 · 금고 벌금 · 구류 · 과료 · 몰수 법정형 · 처단형 · 선고형 자수 · 작량감경 · 집행유예                                                                                  |
| 대인범죄 |
| 보통살인죄 · 존속살해죄 · 자살교사·방조죄 |
| 촉탁승낙살인죄 · 영아살해죄 · 낙태죄 |
| 상관살해죄 |
| 폭행죄 · 상해치사죄 · 절도죄 |
| 성범죄 · 성매매알선 · 강간죄 |
| 유괴 · 과실치사상죄 · |
| 대물범죄 |
| 손괴죄 · 방화죄 |
| 절도죄 · 강도죄 · 사기죄 |
| 사법절차 방해죄 |
| 공무집행방해죄 · 뇌물죄 |
| 위증죄 · 배임죄 |
| 미완의 범죄 |
| 시도 · 모의 · 공모 |
| 형법적 항변 |
| 자동증, 음주 & 착오 |
| 정신 이상 · 한정책임능력 |
| 강박 · 필요 |
| 도발 · 정당방위 |
| 다른 7법 영역 |
| 헌법 · 민법 · 형법 |
| 민사소송법 · 형사소송법 · 행정법 |
| 포털: 법 · 법철학 · 형사정책 |
| v • d • e • h |

모살(謀殺, murder)은 계획적으로 다른 사람을 살해하는 행위이다. 살인중에서 계획을 세우지 않은 고살(manslaughter)과 구별하는 것이다. 입법상 모살과 우발적 살인을 구별하지 않는 국가에서도 우발적 살인에 비해 중형이 내려진다.

## 법률 관계

### 3분법
- 1급 살인: 계획적이고 고의적인 의도로 저질러진 살인. 캘리포니아주에서 1급 살인의 법정형은 사형 또는 가석방 없는 종신형 또는 25년 이상 징역형이다.
- 2급 살인: 의도적이고 불법적이거나 계획적이지 않은 살인(충동적 살인 crimes of passion). 미네소타주에서 2급 살인 혐의의 최대 형량은 징역 40년이며, 3급 살인의 징역 25년보다 15년 더 길다.
- 3급 살인: 미국 대부분의 주에서는 모살을 1급, 2급으로 나누지만, 미네소타주에서는 모살을 1급, 2급, 3급으로 나눈다. 미네소타 주법을 보면 3급 살인은 "다른 사람에게 대단히 위험한 행동을 저지르고 인간의 생명에 대한 존중 없이 '타락한 마음'(depraved mind)을 분명히 드러냄으로써" 누군가의 죽음을 촉발한 경우로 정의된다. 3급 살인으로 유죄가 인정되면 최대 25년 이하의 징역이나 4만 달러 이하의 벌금, 또는 징역형과 벌금형을 모두 선고받을 수 있다.

## 같이 보기
- 대한민국 형법 제250조 보통살인죄
- 대한민국 형법 제251조 영아살해죄
- 대한민국 형법 제252조 촉탁, 승낙살인죄, 자살교사, 방조죄
- 대한민국 형법 제253조 위계 등에 의한 촉탁살인 등
- 대한민국 형법 제254조 미수범 처벌규정
- 대한민국 형법 제255조 예비, 음모 처벌규정
- 특정범죄가중처벌등에관한법률
- 특정강력범죄의 처벌에 관한 특례법

- 우발적 살인
- 과실치사상죄
- 맨슬로터